# Revere Motor Company

ReVere (РеВір) — з 1917 року американський виробник автомобілів. Штаб-квартира розташована в місті Логанспорт, штат Індіана. У 1926 році компанія припинила виробництво автомобілів.

## Альфред Монсен
Засновник фірми Альфред Монсен починав на початку ХХ століття як майстер велосипедів, незабаром він почав ганяти на парових машинах. 1908 року, після вибуху одного паровика, він перейшов на автомобілі з ДВЗ. Потім, трохи ставши розсудливышим, почав продавати автомобілі марки Marion, ці машини випускалися фірмою Marion Automobile Company, де головним інженером був Гаррі Штутц. В цій же фірмі працював і Джон Вілліс, перший створить незабаром фірму Stutz, другий стане засновником компанії Willys. З цією фірмою було пов'язане ще одне ім'я — Фред Дюзенберг, який сконструював для неї чудовий 4-циліндровий двигун в 1905 році. Крім продажу цих машин Монсен почав брати участь у спортивних змаганнях на них, так тривало до 1913 року.

## Заснування компанії
У 1916 році Монсен вирішив створити власну фірму, він переманив у неї своїх приятелів — Тома Руні, який ганяв на автомобілі марки Premier, і Джила Андерсона, який ганяв разом з ним за команду Marion, а потім став членом «білого ескадрону» Stutz. Тоді ж Монсен зустрів Ньютона ван Зандта, який був віце-президентом фірми Hobart Cable Piano Company. Ван Зандт переконав Монсена, що саме він відповідна фігура на роль глави новоствореної фірми, більш того з його подачі фірма була названа як ReVere Motor Car Corp, на честь відомого американського героя часів визвольної війни — Пола Ревіра, тільки буква «V» була прописана всередині назви з великої літери. Як місце для заводу було обране містечко Логанспорт, який знаходився посеред Чикаго й Індіанаполісом.
У цьому містечку були спроби виробництва автомобілів, але всі вони закінчилися нічим, плюс тут збанкрутувала велика лісопильня, яка пустувала, тому «Клуб батьків міста» субсидував зі своєї кишені будь-яке нове підприємство, так що вибір цього містечка не випадковий. Монсен і ван Зандт купують територію занедбаної лісопилки, а пани з клубу безоплатно передають їм 22 000 доларів на благо нового підприємства.

## Початок виробництва автомобілів
З самого початку проєктування автомобіль повинен був обзавестися двома родзинками, по-перше, підковоподібним радіатором, який був нетиповий для американських машин (такі в США з'явилися пізніше), по-друге, 4-циліндровими двигунами братів Дюзенберг. Спочатку Монсен намагався сам побудувати двигун, однак він виявився не настільки хорошим, тому вибір припав на 4-циліндровий 5.9 л двигун Duesenberg G, який видавав 103 к.с., що дозволяло розганятися машині до 135 км/год, хоча деякі спортивні машини інших марок з цим двигуном могли й зовсім розвивати 160 км/год.
У серпні 1917 року перший прототип був готовий, і для перегонки голого шасі з Логанспорта в місто Расін, штат Вісконсин, де для них повинна була побудувати кузов фірма Racine Manufacturing Company, був найнятий не хто-небудь, а найвідоміший мандрівник і марафонець Еоаін Джордж Бейкер на прізвисько Cannonbal, тобто «гарматне ядро». У червні 1918 року Бейкер на готовій машині, яку оснастили кузовом фаетон (турінг), вирушає на машині в пробіг до столиць 48 штатів. Після прибуття в останній штат, подолавши за три місяці в цілому більше 26 000 км, він телеграфував в Логанспорт, що пробіг пройшов без значних поломок, і він був дуже задоволений цим автомобілем.
Влітку 1919 року, дізнавшись про цей автомобіль, король Іспанії Альфонсо 13 замовляє його з кузовом турінг, але з дахом типу «Вікторія» (коли тент піднімається тільки над задніми пасажирами). Як дізнався про машину фанат автомобілів залишається загадкою.
Президент компанії ван Зандт не міг не хизуватися цим фактом, постійно і повсюдно розповідаючи про нього, на початку 1920 року дилер марки з Клівленда — Чарльз Педдок замовляє такий самий автомобіль і для себе, причому він був пофарбований у той же білий колір, що й королівська машина, але різниця була в обробці кузова.

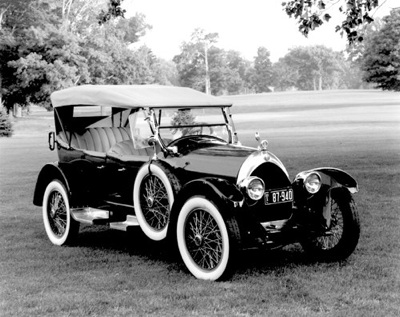
ReVere Model A Touring

Передбачаючи брак 4-циліндрового двигуна, оскільки цей мотор стали закуповувати фірми Roamer, Biddle, Meteor та Kenworthy, Монсен переробляє його, встановивши розподілвал трохи вище, що вкоротило тяги клапанів. Переробка дозволила вивудити додаткові дві кінські сили, цей мотор і стали ставити на Model A. Однак наприкінці 1919 року брати заявили, що припиняють виробництво 4-циліндрових двигунів, і переходять на випуск недавно розробленого нового рядного 8-циліндрового двигуна з двома верхніми розподільчими валами. Ван Зандт домовляється про покупку ліцензії на цей 4-циліндровий мотор, однак незабаром його чекало розчарування, оскільки ліцензію Дюзенберги продали не йому, а фірмі Rochester Motors Company, яка переробила двигуни, зменшивши об'єм до 5.55 л і 4.9 л, перший розвивав 81 к.с., другий був на 10 к.с. слабшим. Оскільки Rochester планував випускати ці двигуни в значних кількостях, то у зв'язку з цим фірма вирішує відмовитися від виробництва власних моторів.
У лютому 1920 року ван Зандт на зборах акціонерів заявив, що у нього є в портфелі замовлення на 12000 автомобілів від якогось синдикату зі сходу країни, контракт був укладений на п'ять років, тому треба було випустити додаткові акції сумою на 1.5 млн доларів, щоб розширити виробничі потужності. Після таких радісних звісток фірма навіть погоджується побудувати гоночний автомобіль для Піта Хендерсона, а також проспонсорувати його участь на Інді 500, гонщик займає 10 місце на цих змаганнях у сезоні 1920 року. Наприкінці цього року керівництво компанії вирішує перейменувати модель, так з'являється Model C, яка технічно і естетично не відрізнялася від попередника, тільки до кузова фаетон і родстер додався ще спідстер і седан.
Проте вже в грудні стали приходити листи від трьох чиказьких компаній, що фірма не сплатила рахунки, в лютому 1921 року в фірму приходять судові пристави, проте ван Зандт заявив, що ще в листопаді 1920 року він вийшов на пенсію, і взагалі не при справах. Незабаром з'ясовується, що ніякого синдикату і контракту і зовсім не існувало, ван Зандт провернув аферу. Незабаром він покидає місто, однак через якийсь час аферист оголошується в Нью-Джерсі, де він починає продавати автомобілі марки Richelieu, при цьому зовні вони нічим не відрізнявся від ReVere. Виявляється, що це і були ReVere, перш ніж бігти з Логанспорту, ділок вночі прихопив і кілька машин з собою, нічого не підозрюючи, працівники фірми пригнали їх до поїзда за наказом ван Зандта. У Нью-Джерсі він засновує Richelieu Motor Car Co, а її директорами він умовив стати деяких директорів фірми Rochester, які не знали про афери цієї людини.
Незабаром ван Зандт втече і з Нью-Джерсі, його виявили у Філадельфії, однак губернатор штату відмовився видавати ван Зандта прокурору і шерифу Логанспорту, зрештою представники закону наздоганяють ван Зандта в 1923 році. Його знайшли в Нью-Йоркському готелі Cadillac, але й цього разу Дону Дугласу і Тому Міллеру не вдається заарештувати ван Зандта, оскільки, поки їх тримав на мушці охоронець Ньютона ван Зандта, останній випив отруту і помер на місці. Після смерті афериста, перевіривши всі його активи і володіння, виявилося, що він встиг все кудись вивести, проте згодом ходили чутки, що ван Зандт не отруївся, а втік, оскільки ніхто не бачив тіла, не було свідків у цій справі, плюс у свідоцтві про смерть було написано, що він помер від серцевого нападу, а не від отруєння.
Після того, як з фірми втік ван Зандт, її очолив сам Монсен, модельний ряд 1922 року отримав індекс Model D. Під капот встановили 5.55 л двигун, а кузов спідстер змінився кузовом типу купе, тим часом фірму залишають Андерсон і Руні, а в жовтні 1922 року окружний суд Кесс Каунті оголосив фірму банкрутом і змусив припинити свою життєдіяльність
Однак Монсен оплатив борги фірми сумою на 52000 доларів, і в лютому 1923 року перейменовує компанію в ReVere Motor Company, яка продовжила випускати Model D, проте до 1924 року готується нова серія — Model M з двигуном Монсена, об'ємом 5.9 л, що розвивав 105 к.с., це був той самий мотор, який планувалося ставити на машини до того, як їх стали закуповувати у компанії Rochester.

## Припинення виробництва автомобілів. Закриття компанії
Але вже через рік з'являється нова модель — Model 25 з 6-циліндровим 5.4 л двигуном фірми Continental, потужністю 70 к.с., також машина отримує нові кузови і гальма всіх коліс. Цікавою фішкою цієї моделі була наявність двох рулів, які були розташовані один над іншим, верхній використовувався для керування автомобілем під час руху, другий же з іншим передавальним відношенням полегшував парковку, тим самим ставши прабатьком підсилювачів керма. Ця модель активно рекламувалася, проте до літа 1926 року у Монсена просто закінчилися кошти на утримання своєї фірми на плаву, а інвестори, дізнавшись про нюанси з аферами, не бажали вкладати свої гроші в її розвиток, хоча машини виявилися дуже надійними і якісними.
Немає точних даних про кількість вироблених машин, дані варіюються від 247 до 2500 примірників, але до наших днів дійшло лише п'ять автомобілів цієї марки.

## Список автомобілів ReVere
- 1918 — ReVere Model A
- 1920 — ReVere Model C
- 1922 — ReVere Model D
- 1924 — ReVere Model M
- 1925 — ReVere Model 25